# Thomas Harriot

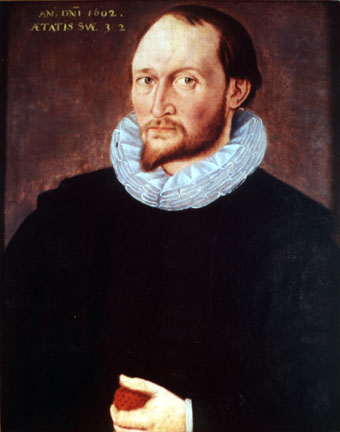
Thomas Harriot (ok. 1560-1621)

Thomas Harriot (ur. ok. 1560 w Oksfordzie, zm. 2 lipca 1621 w Londynie) – angielski uczony: astronom, matematyk, etnograf i tłumacz.

## Życie i twórczość

### Geografia
W 1584 roku wziął udział w wyprawie sir Waltera Raleigha do Wirginii, a po powrocie do Anglii opublikował pracę pt. Krótki i prawdziwy raport o nowo odkrytej krainie Wirginii (ang. A Briefe and True Report of the New Found Land of Virginia).

### Astronomia
Harriot wykonał wiele obserwacji, które przeprowadzili też inni uczeni jego czasów – niezależnie od ich, a czasem przed nimi, jako pierwszy odkrywca:
- W roku 1607 obserwował kometę nazwaną później kometą Halleya[potrzebny przypis].
- Jeszcze przed Galileuszem przeprowadził obserwacje plam słonecznych[1], korzystając z teleskopu.
- W lipcu 1609 roku – cztery miesiące przed Galileuszem – jako pierwszy obserwował Księżyc za pomocą sześciokrotnie powiększającej lunety. Ze szczegółami narysował Księżyc, zaznaczając na jego powierzchni nieregularne plamy oświetlone przez Słońce[2]. Obserwacje te posłużyły potem do wykonania pierwszej mapy Księżyca[1]. Mapę taką wcześniej wykonał na podstawie obserwacji okiem nieuzbrojonym Leonardo da Vinci, lecz nie zachowała się ona do naszych czasów.
- Niezależnie od Galileusza odkrył również księżyce Jowisza[1], jednak uczynił to 10 dni później i nigdy nie rościł sobie prawa do pierwszeństwa. Ponowne obserwacje satelitów planety prowadził w połowie października 1610 roku, posiadając już wtedy pracę Sidereus Nuncius Galileusza. Dzięki swoim obserwacjom mógł najdokładniej jak na owe czasy wyznaczyć okres obiegu Kallisto wokół Jowisza[potrzebny przypis].

Utrzymywał kontakt z wiodącymi wówczas astronomami jak Galileusz i Kepler.

### Fizyka
Jako fizyk prowadził badania w mechanice i optyce geometrycznej:
- wyznaczał ciężary właściwe ciał,
- ustalił, że torem ciała rzuconego ukośnie jest parabola,
- zmierzył współczynniki załamania kilkunastu substancji[potrzebny przypis],
- w 1601 roku – dwadzieścia lat przed Snellem – odkrył prawo załamania światła[1].

### Matematyka
Jako matematyk specjalizował się w algebrze, rozwijając m.in. jej notację. Ustalił, jak rozwiązywać wielomiany aż do piątego stopnia, napisał też pracę Artis Analyticae Praxis, ad Aequatione Algebraicas nova, epedita, Generali Methoda resolvendas, która została opublikowana 10 lat po jego śmierci.